# Центральный Хазан
Центральный Хазан — село в Зиминском районе Иркутской области. Относится к Хазанскому муниципальному образованию Зиминского района Иркутской области.

## География
Село находится в 21 км от центра района.

## История
В годы сталинских репрессий и массовых депортаций село Центральный Хазан стало одним из центров принудительной ссылки жителей Литвы. В 1948 году сюда начали доставлять сотни литовцев. Вскоре бывшие жители Литвы стали составлять большинство населения села. Депортированных разместили в деревянных бараках. Ссыльные работали на вырубке и сплаве леса, собирали смолу, заготавливали дрова. Часть депортированных трудилась на лесопилке, на кирпичном заводе, на строительстве и обслуживании железной дороги. Многие литовцы умерли от болезней, голода, травм и тяжёлых условий быта.
Старясь сохранить родную культуру и язык литовцы создали в 1950 году музыкальный ансамбль (руководитель Я. Тверионас), в 1953-м — ансамбль народного танца. С 1956 года было разрешёно факультативно преподавать литовский язык на факультативной основе в местной школе.
В 1956—1962 годы большинство литовцев были реабилитированы и смогли вернуться на родину. В период с 1989 по 1991 год останки большинства умерших в Центральном Хазане и похороненных на местном кладбище литовцев были эксгумированы и перевезёны в Литву для перезахоронения.

## Население
| 2002 | 2010  | 2011  | 2012  |
| ---- | ----- | ----- | ----- |
| 1494 | ↘1339 | ↘1338 | ↗1396 |